# Quận Henry, Alabama
Quận Henry là một quận thuộc tiểu bang Alabama, Hoa Kỳ.
Quận được đặt tên theo Patrick Henry, thống đốc Virginia. Dân số năm 2000 là 16.310 người. Quận lỵ là Abbeville. Quận Henry thuộc Khu vực thống kê đô thị Dothan, Alabama.
Quận được lập ngày 13/12/1819.

## Địa lý
Theo Cục Điều tra Dân số Hoa Kỳ, quận có tổng diện tích 568 dặm vuông (1.472 km ²). Gần 562 dặm vuông (1.455 km ²) là mặt đất, và 7 dặm vuông (17 km ²) của nó (1,15%) là diện tích mặt nước.

### Các xa lộ
- U.S. Highway 431
- State Route 10
- State Route 27
- State Route 95

### Các quận giáp ranh
- Quận Barbour (bắc)
- Quận Clay, Georgia (đông bắc)
- Quận Early, Georgia (đông nam)
- Quận Houston (nam)
- Quận Dale (tây)

## Thông tin nhân khẩu
Theo điều tra dân số 2 năm 2000, quận đã có dân số 16.310 người, 6.525 hộ gia đình, và 4.730 gia đình sống trong quận hạt. Mật độ dân số là 29 người trên một dặm vuông (11/km ²). Có 8.037 đơn vị nhà ở với mật độ trung bình là 14 trên một dặm vuông (6/km ²). Cơ cấu chủng tộc dân cư sinh sống trong quận này gồm có 65,67% người da trắng, 32,30% da đen hay Mỹ gốc Phi, 0,21% người Mỹ bản xứ, 0,06% châu Á, Thái Bình Dương 0,02%, 1,00% từ các chủng tộc khác, và 0,74% từ hai hoặc nhiều chủng tộc. Gần 1,53% dân số là người Hispanic hay Latino thuộc một chủng tộc nào.
Có 6.525 hộ, trong đó 30,50% có trẻ em dưới 18 tuổi sống chung với họ, 53,90% là đôi vợ chồng sống với nhau, 14,70% có nữ hộ và không có chồng, và 27,50% là các gia đình không. Gần 25,30% của tất cả các hộ gia đình đã được tạo ra từ các cá nhân, và 12,30% có người sống một mình 65 tuổi hoặc lớn tuổi hơn là người. Cỡ hộ trung bình là 2,47, và kích cỡ gia đình trung bình là 2,95.
Trong quận nay, cơ cấu độ tuổi dân cư với 24,10% dưới độ tuổi 18, 8,40% 18-24, 25,70% 25-44, 25,50% từ 45 đến 64, và 16,40% từ 65 tuổi trở lên đã được những người. Độ tuổi trung bình là 39 năm. Cứ mỗi 100 nữ giới, có 90,60 nam giới. Đối với mỗi 100 nữ 18 tuổi trở lên, đã có 86,20 nam giới.
Thu nhập trung bình cho một hộ gia đình trong quận đạt 30.353 đô la Mỹ, và thu nhập trung bình cho một gia đình là 36.555 Mỹ kim. Phái nam có thu nhập trung bình $ 29.189 so với 20.827 $ của phái nữ. Thu nhập bình quân đầu người là 15.681 $. Có 14,50% gia đình và 19,10% dân số sống dưới mức nghèo khổ, bao gồm 27,00% những người dưới 18 tuổi và 20,60% của những người 65 tuổi hoặc hơn. 